# Nanexila manni
Nanexila manni är en tvåvingeart som först beskrevs av Hardy 1955.  Nanexila manni ingår i släktet Nanexila och familjen stilettflugor. Inga underarter finns listade i Catalogue of Life.